# Penygroes
Penygroes (o anche Pen-y-groes) [pɛnəˈɡroːɨs]  è un villaggio nella contea del Gwynedd, Galles settentrionale. Il villaggio si trova a sud di Caernarfon, a metà strada tra Bangor e Porthmadog, lungo la strada statale A487. La popolazione di Penygroes è pari a 1.793 (censimento del 2011), di cui l'88% di madrelingua gallese, il che la rende una delle zone al mondo con la più alta percentuale di parlanti di questa lingua di origine celtica. La popolazione della comunità di Llanllyfni, che comprende Penygroes e i villaggi di Llanllyfni e Talysarn, è di 4.135 secondo lo stesso censimento.

## Etimologia
Il nome del paese deriva da pen ("fine"/"testa"/"punta") + y ("[de] il") + croes "croce", e si riferisce all'incrocio stradale presente nel villaggio tra le strade provenienti da Carmel, Rhyd-ddu e Pontllyfni (est-ovest)  con la strada principale Caernarfon – Porthmadog (A487).

## Storia e servizi
Penygroes si trova nel cuore della valle di Nantlle (Dyffryn Nantlle in gallese; Nantlle Vale in inglese), zona in cui si svolgeva l'estrazione dell'ardesia, sebbene la maggior parte delle miniere sia ora chiusa. La stazione ferroviaria presente nel villaggio, attiva fino al 1964, permetteva il trasporto dell'ardesia dalle miniere locali a Caernarfon, per poi proseguire verso i porti inglesi.

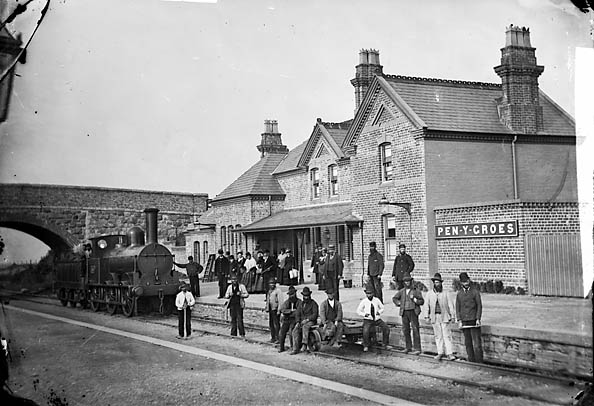
Penygroes railway station

Tuttavia, Penygroes rimane il principale centro commerciale e amministrativo per gli abitanti della valle offrendo vari centri medici, un ufficio postale, una biblioteca, il centro sportivo Plas Silyn e scuole. Tra i vari esercizi commerciali presenti a Penygroes durante l'epoca d'oro, spicca l'orologiaio/gioielliere John Thomas & Sons (1857). L'attuale principale datore di lavoro è un impianto che produce fazzoletti e rotoli di carta igienica.
A Penygroes si trova l'unica scuola media della zona, Ysgol Dyffryn Nantlle - scuola bilingue gallese-inglese per circa 600 studenti, fondata nel 1898. Secondo un rapporto del consiglio locale del 2015, l'84% degli alunni della scuola proviene da famiglie gallesofone.

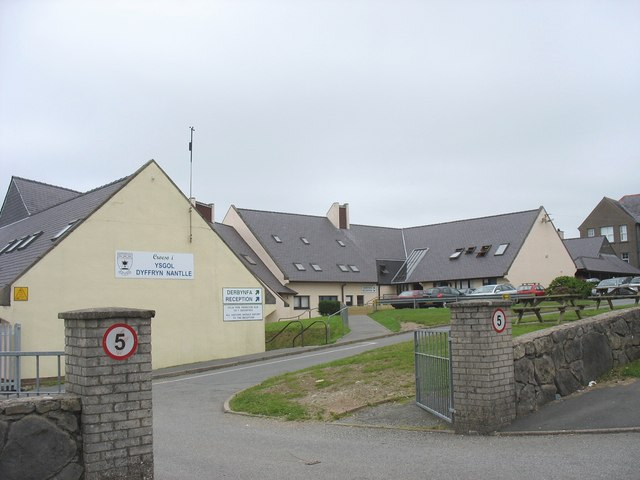
Penygroes secondary school Ysgol Dyffryn Nantlle

La squadra di calcio locale è Nantlle Vale FC, in passato gestita dal wrestler professionista e promotore Orig Williams, meglio conosciuto come "El Bandito". 
La pista ciclabile Lôn Eifion passa vicino al villaggio, seguendo il percorso dell'ex ferrovia.
Penygroes si trova ai margini di Glynllifon, ex tenuta di Lord Newborough, da cui provengono diverse leggende medievali. Si dice che il personaggio Lleu Llaw Gyffes, che compare nelle antiche leggende dei Mabinogi (a volte erroneamente chiamate Mabinogion), abbia vissuto nella zona. È probabile che la fortezza dell'età del ferro del vicino borgo di Dinas Dinlleu e il villaggio di Nantlle, originariamente scritto come Nantlleu, abbiano preso il nome da Lleu Llaw Gyffes.
Tra i residenti degni di nota figurano i poeti R. Williams Parry e Mathonwy Hughes, il popolare attore e cantante contemporaneo Bryn Fôn, il politico laburista ed ex parlamentare Betty Williams e l'accademico Dafydd Glyn Jones, nonché il portiere e artista internazionale gallese Owain Fôn Williams